# Staro Petrovo Selo
Staro Petrovo Selo falu és község Horvátországban, Bród-Szávamente megyében. 

## Fekvése
Bródtól légvonalban 39, közúton 43 km-re nyugatra, Pozsegától   légvonalban 16, közúton 29 km-re délnyugatra, Nyugat-Szlavóniában, a Pozsegai-hegység déli lejtői alatt, az Újgradiskát Bróddal összekötő főút, az A3-as (Zágráb-Lipovac) autópálya és a Zágráb-Belgrád vasútvonal mentén fekszik. A község északi része felnyúlik a hegység déli lejtőin, míg a déli rész a Száva árteréhez tartozott, mely a védtöltés megépítéséig mocsaras, erdős terület volt. Miután a töltést megépítették és a talajmeliorációt elvégezték alkalmas lett a mezőgazdasági művelésre.

## A község települései
A községhez Blažević Dol, Donji Crnogovci, Godinjak, Gornji Crnogovci, Komarnica, Laze, Oštri Vrh, Starci, Staro Petrovo Selo, Štivica, Tisovac, Vladisovo és Orbova települések tartoznak.

## Története
A régészeti leletek tanúsága szerint a község területe már a legrégibb idők óta lakott volt. Ezt igazolják az Oštri Vrh felett, a Pozsegai-hegység déli lejtőin előkerült kő, agyag és bronzleletek. Mivel a terület régészeti feltárása még nem történt meg erről a korról csak szórványos ismeretekkel rendelkezünk. A római korban ez a terület Pannonia Inferior tartományhoz tartozott, melynek a legközelebbi jelentős városa Siscia, azaz Sziszek volt. Sisciát, Marsoniát (Bród), Cibalát (Vinkovci) és Mursát (Eszék) kötötte össze az a fontos kereskedelmi és hadiút, amely egykor itt, a Pozsegai-hegység lábánál haladt át, mivel a Száva mocsaras árterülete akkor még járhatatlan volt. Az út mellett több őrállomás és település sorakozott. A Római Birodalom szétesésével a római utak elvesztették értelmüket, elhagyták őket és a középkor állandó háborúi miatt a népesség a biztonságosabb hegyvidéki falvakba költözött, pusztulni hagyva az út menti településeket.
A középkorban e vidék ura a Borics nemzetség volt, akik rokonságban álltak a 15. században nagy hatalomra szert tett Szapolyai-családdal. A család ősi központja az innen mindössze 5 km-re nyugatra fekvő Szapolya (Zapolje) volt. 1455-ben a család a községhez tartozó Tisovacon várat épített, ez azonban csak felemelkedésének kezdete volt. A 16. századra az akkori Magyar Királyság egyik legjelentősebb családja lett, akik két királyt is adtak az országnak. A Szapolyaiak kővári várának várnagya volt az a Petrovics Péter, aki a mai Oštri Vrh felett felépítette Pétervárát. A középkorban az újkapelai plébánia iratai között ezen a területen említik Dimitrovac települést is, mely a cserneki plébánia filiája volt. 1361-ben „Dymytrolch” néven bukkan fel először. 1476-ban Mátyás király „Dimitrowcz” birtokát vásártartási joggal Radványi Lászlónak adományozta.  Dimitrovacnak egy nagyobb településnek kellett lennie, mivel idővel plébánia székhelye lett. Feltételezik, hogy a mai Staro Petrovo Selo elődjének Petrović Selonak, vagy egy részének felelt meg, neve pedig a Petrovics család egyik Demeter nevű tagjának nevéből származhatott. Fontos kiemelni, hogy a mai település elődje a középkori Petrović Selo nem itt, hanem a mai Oštri Vrh közelében feküdt, ahol még 1730-ban is láthatók voltak középkori Szent László templomának romjai. A falu végében állt Pétervár vára. A középkori település 1536 körül a török hódítás során pusztulhatott el. Staro Petrovo Selo csak 1765 óta fekszik a mai helyén.
A térség 1691-ben szabadult fel a török uralom alól. A török kiűzése után az új határ a Száva folyó lett. Boszniából a határ őrzésére horvát katolikusok és pravoszláv szerbek települtek ide. 1698-ban a kamarai összeírásban „Petrovoszelo” néven hajdútelepülésként szerepel a török uralom alól felszabadított szlavóniai települések között.  Lakói határőrszolgálatuk fejében földet kaptak és mentesültek az adófizetés alól. Békeidőben mezőgazdasággal, állattartással foglalkoztak. 1730-ban 30 katolikus ház állt a településen. 1746-ban 46 házában 238 katolikus lakos élt. 1760-ban 60 házában 124 család élt 699 fővel. 1764-ben a település századparancsnokság székhelye lett. A katonai célokra a régi római út nyomvonalán új utat építettek. Az út megépülésével a régi hegyi településekből (Petrović selo, Kućišta, Gornja Vrbova és Paklena) a lakosság az út mellé települt át, ahol új településeket létesített. Ekkor települt be a mai Staro petrovo Selo területe is. 1765-ban már állt Szent Antal tiszteletére szentelt, fából épített katolikus kápolnája, 1766-ban pedig már plébánia székhelye volt.  1775-re felépítették az új barokk Szent Antal plébániatemplomot. A határőrök mellé később kézművesek (kovácsok, molnárok, csizmadiák, szabók) települtek, míg az ipart főként a faipar és az élelmiszeripar képviselte. Az iskolarendszer kiépítése 1802-ben kezdődött, melynek központja Staro Petrovo Selo lett. 
Az első katonai felmérés térképén „Petrovoselo” néven található. A gradiskai ezredhez tartozott. Lipszky János 1808-ban Budán kiadott repertóriumában „Petrovoszello” néven szerepel.  Nagy Lajos 1829-ben kiadott művében „Petrovo Szello” néven 260 házzal, 1169 katolikus és 116 ortodox vallású lakossal találjuk.  A katonai közigazgatás megszüntetése után 1871-ben Pozsega vármegyéhez csatolták. 1875-ben megalakult Staro Petrovo Selo község. Az életminőséget javította 1889-ben a vasútvonal átadása. Ezzel egyidőben a Kordun, Lika és Banija területéről horvát lakosság települt be. A lakosság összetételét betelepülő német és cseh ajkú családok is színesítették. 1890-ben megalapították az önkéntes tűzoltóegyletet.
A falunak 1857-ben 1167, 1910-ben 2088 lakosa volt. Az 1910-es népszámlálás szerint lakosságának 73%-a horvát, 9%-a szerb, 8%-a cseh anyanyelvű volt. Pozsega vármegye Újgradiskai járásának része volt. Az első világháború után 1918-ban az új szerb-horvát-szlovén állam, majd később (1929-ben) Jugoszlávia része lett. A lakosság nagy része kivándorolt. A főbb célországok az Egyesült Államok, Ausztrália és Németország voltak. A második világháború után Damáciából és a Zagorje vidékéről újabb horvát családok érkeztek. Ugyanakkor a jobb munkalehetőségek miatt megindult a fiatalok városokba költözése. A település 1991-től a független Horvátországhoz tartozik. 1991-ben lakosságának 87%-a horvát, 7%-a szerb nemzetiségű volt. A délszláv háború során a megye nyugati községeiből a harcok elől érkező menekültek árasztották el a települést, melyet közvetlenül nem érintettek a harcok. Ellátásuk nagy erőfeszítésbe került, melyben élen járt az egyház, a tűzoltóság és az egészségügyi szolgálat. 2011-ben 1572, a községnek összesen 5186 lakosa volt, akik mezőgazdasággal, állattartással foglalkoztak.

## Lakossága
| Lakosság változása | Lakosság változása | Lakosság változása | Lakosság változása | Lakosság változása | Lakosság változása | Lakosság változása | Lakosság változása | Lakosság változása | Lakosság változása | Lakosság változása | Lakosság változása | Lakosság változása | Lakosság változása | Lakosság változása | Lakosság változása |
| ------------------ | ------------------ | ------------------ | ------------------ | ------------------ | ------------------ | ------------------ | ------------------ | ------------------ | ------------------ | ------------------ | ------------------ | ------------------ | ------------------ | ------------------ | ------------------ |
| 1857               | 1869               | 1880               | 1890               | 1900               | 1910               | 1921               | 1931               | 1948               | 1953               | 1961               | 1971               | 1981               | 1991               | 2001               | 2011               |
| 1.167              | 1.134              | 1.117              | 1.671              | 1.669              | 2.088              | 1.980              | 2.292              | 2.298              | 2.382              | 2.309              | 2.280              | 2.239              | 2.327              | 2.034              | 1.572              |

## Gazdaság
A helyi gazdaság alapja a mezőgazdaság és az állattartás. Jelentős még a turizmus, a kereskedelem, a vendéglátás és a kézművesség. A település nevezetes tejtermeléséről. A legértékesebbek az itt termelt házi tehéntejből régi receptek szerint készült sajtok.

## Nevezetességei
Páduai Szent Antal tiszteletére szentelt római katolikus plébániatemploma 1773 és 1775 között épült barokk stílusban. Építőanyagként főként a középkori gornja vrbovai Szent György templom anyagát használták fel. Felszentelése 1777-ben történt. A szentélyben három freskó található, melyek Jézus születését, színeváltozását és az utolsó vacsorát ábrázolják. Valamennyi Antun Keller munkája 1819-ből. A templom belső festését 1920-ban végezte Rihardo Rajnik.
Szent Lukács evangélista tiszteletére szentelt szerb pravoszláv templom 1828-ban épült. A templomot 1941-ben az usztasák földig rombolták. A helyén, a falu közepén ma egy harangláb áll, melynek harangja a régi templomból származik.

## Kultúra
- 1952-ben a termelőszövetkezet keretében és az iskola támogatásával 250 kötettel megnyílt a nemzeti olvasókör, melynek állománya még az évben 430-ra nőtt.
- KUD „Tamburica” kulturális és művészeti egyesület

## Oktatás
Az itteni iskoláról az 1775. évi egyházi vizitáció jelentésében történik az első említés. Akkor a diákok még csak írást, számolást, német nyelvet és hittant tanultak. Nem mindig volt tanító, így az oktatás gyakran szünetelt. 1802-ben megnyílt a német iskola, melynek első tanítója Mato Elger volt. 1889-ben az iskolát négy osztályban 111 fiú és 120 leány látogatta. 1919-ben feljegyezték, hogy a gyerekek nem rendszeresen járnak az iskolába, mert a háború következményei miatt segítettek házimunkában. 1941-ben az iskola hétosztályos volt. Az iskolában 7 tanár dolgozott. A második világháború idején az iskola teljes berendezése megsemmisült. A háború utáni első év fenyődeszkák vásárlásával indult, hogy padokat tudjanak csináltatni. Sok olyan gyerek jelentkezett, akik a háború idején nem tudtak odajárni, de tanárok is hiányoztak, mivel a legtöbbet a háború alatt megölték. A rendes tanítás csak 1950-től működött újra. Az 1953/54-es tanévtől az iskola nyolc osztállyal működik. 1961. április 23-án az iskola felvette Ivan Goran Kovačić nevét. 1985-ben felépítették az iskola mai épületét, melyet 2005-ben teljesen felújítottak. Ugyanebben az évben új tornaterem épült. Az intézménybe ma mintegy 250 tanuló jár. Területi iskolái működnek Godinjak, Tisovac, Donji Crnogovci és Štivica településeken.

## Sport
- NK Slavija Staro Petrovo Selo labdarúgóklub a megyei 2. ligában szerepel
- RK Slavija kézilabdaklub a horvát második ligában szerepel